# Orchestre national d'Île-de-France
L'Orchestre national d'Île-de-France est un orchestre symphonique français basé à Alfortville.

## Histoire
L’Orchestre national d’Île-de-France est créé en 1974 par la volonté de Marcel Landowski pour prendre la suite de l'Orchestre symphonique (ou philharmonique) d'Île-de-France fondé par René-Pierre Chouteau. Cet orchestre est financé par le conseil régional d'Île-de-France et le ministère de la Culture. 
L'Orchestre national d'Île-de-France est unique par la mission singulière qu'il porte avec fierté : faire vivre près de quatre siècles de musique symphonique sur l'ensemble du territoire d'Île-de-France, et tout particulièrement auprès de nouveaux publics. 
L’orchestre, composé de quatre-vingt-quinze musiciens permanents donne chaque saison une centaine de concerts, offrant ainsi aux Franciliens une grande variété de programmes sur trois siècles de musique, du grand répertoire symphonique à la musique contemporaine, du baroque aux diverses musiques de notre temps (Pink Martini, Craig Armstrong, Paolo Conte, Nosfell, Air ou encore John Cale).
L’orchestre a également créé depuis une quinzaine d’années une centaine de pièces contemporaines, en 2013 un concours de composition, Île de créations, devenu en 2021 le prix Élan en collaboration avec l'Institut de recherche et coordination acoustique/musique.
L’action culturelle est à l’orchestre un véritable laboratoire qui développe des actions éducatives ambitieuses : ateliers, rendez-vous avec les artistes, concerts éducatifs et spectacles musicaux. Ces actions visent à donner le goût et la connaissance du répertoire symphonique au plus grand nombre, tout en favorisant les rencontres avec les musiciens et la découverte du spectacle vivant. 
L’Orchestre produit de nombreux spectacles jeune public : L'Enfant et les Sortilèges, Zazie dans le métro, Le Ré-si-do-ré du Prince de Motordu, etc.
La première fois que je suis née, paru en livre-disque aux éditions Gallimard jeunesse, a obtenu le grand prix et le coup de cœur de l'académie Charles-Cros.
L'Orchestre national d'Île-de-France est membre de réseau européen pour la sensibilisation à l'opéra et à la danse depuis 2013.

## Direction

### Direction musicale
- 1974–1982 : Jean Fournet ;
- 1982–2002 : Jacques Mercier (chef associé, puis directeur musical à partir de 1998) ;
- 2005–2012 : Yoel Levi (chef principal) ;
- 2012–2019 : Enrique Mazzola (directeur musical et chef principal) ;
- depuis 2019 : Case Scaglione (en) (directeur musical et chef principal)[2].

### Direction générale
- 1988–1991 : Bernard Blumstein (administrateur général) ;
- 1991–2001 : Philippe Fanjas (administrateur général) ;
- 2002–2008 : Marc-Olivier Dupin (directeur général) ;
- 2008–2011 : Roland David (directeur) ;
- 2011-2022 : Fabienne Voisin (directrice générale) ;
- depuis 2023 : Pierre Brouchoud (directeur général)[3] ;

### Présidence
- 1999–2012 : Guy Dumélie ;
- 2012–2014 : Jérôme Impellizzieri ;
- 2014–2016 : Jean-Pierre Farandou ;
- depuis 2016 : Florence Portelli[4].

## Concours de chef assistant
Depuis 2017, afin de favoriser l’insertion professionnelle des jeunes chefs d’orchestre, l’Orchestre national d’Île-de-France organise son concours de recrutement d’un chef assistant :
- 2017–2018 : Léo Margue ;
- 2018–2019 : Jonas Ehrler ;
- 2019–2020 : Lucie Leguay ;
- 2020–2021 : Brian Liao ;
- 2021–2022 : Georg Köhler.

## Concours de composition

### Prix Île-de-créations
De 2013 à 2021, l'orchestre organise le concours Île-de-créations, en partenariat avec Radio France, la Maison de la musique contemporaine, les éditions Durand et la Société des auteurs, compositeurs et éditeurs de musique, « pour permettre aux jeunes compositeurs de confronter leur inspiration, leur savoir-faire à un orchestre symphonique et d’être joués en public et diffusés à la radio ».
Les différents lauréats de ce concours sont :
- 2013 : Christina Athinodorou pour Intermède pour une mer jamais vue (prix du jury et coup de cœur du public) ;
- 2014 : Adrien Trybucki pour Cinq Visions (prix du jury) et Alexandre Lecluyse pour Le Rêve d’une vie (coup de cœur du public) ;
- 2015 : Camille Pépin pour Vajrayāna (prix du jury et coup de cœur du public) ;
- 2016 : Alex Nante pour La Pérégrination vers l'Ouest (prix du jury) et Matthieu Lemennicier pour Cinq émergences de l'En-Delà (coup de cœur du public) ;
- 2017 : Matthieu Lemennicier pour De la ligne à la peau (prix du jury) et Jules Matton pour Siddharta, Suite en cinq tableaux d'après le roman de Hermann Hesse (coup de cœur du public) ;
- 2018 : Tetsuya Yamamoto pour In the Circle... (prix du jury) et Julien Giraudet pour D'Olympie en Olympie (coup de cœur du public) ;
- 2019 : Joel Järventausta pour Ripped Tapestry (prix du jury) et Moritz Reich pour Eôn, l'Homme dans le temps (coup de cœur du public) ;
- 2021 : Julien Giraudet pour Mythe (prix du jury) et Maria del Pilar Miralles Castillo pour Five pieces of advice (prix de l'orchestre).

### Prix Élan
En 2021, l'Institut de recherche et coordination acoustique/musique et l’Orchestre national d’Île-de-France s’associent pour lancer un nouveau prix international de composition, organisé dans le cadre du festival ManiFeste. Véritable tremplin pour la carrière des jeunes compositeurs et compositrices, le prix Élan est ainsi conçu pour œuvrer à leur rayonnement et leur offrir un accompagnement professionnel sur plusieurs années.

## Discographie
La discographie  de l'Orchestre national d'Île-de-France compte environ une dizaine de disques (musique française essentiellement).
En 1989 et 1990, l'orchestre enregistre sous la direction de Jacques Mercier, Le Requiem, Le Déluge, La Fiancée du Timbalier et La Nuit de Saint-Saëns pour le label Adda. En octobre 2009, l'Orchestre national d'Île-de-France et son chef Yoel Levi ont publié le premier enregistrement réalisé depuis Jacques Mercier, de 3 symphonies de Saint-Saëns (CD Cascavelle).
Avec le label NoMadMusic, l'orchestre enregistre cinq albums dirigés par Enrique Mazzola. En 2021 paraissent Wagnermania et Beethoven avec l'Orchestre dirigé par Case Scaglione. 
Une collection Solo ayant pour vocation de mettre en valeur la richesse des individualités artistiques qui composent l'orchestre débute en 2019. Le premier album est enregistré par le percussionniste Georgi Varbanov. 

## Studio
L’Orchestre mène une politique dynamique en matière d’audiovisuel et, à ce titre, s’est équipé d’un grand studio d’enregistrement situé aux portes de Paris.
Parmi les enregistrements, on peut citer les bandes originales :
- du film Minuscule 2 : Les Mandibules du bout du monde réalisé par Thomas Szabo et Hélène Giraud (musique de Mathieu Lamboley) ;
- du film Le Voyage du prince réalisé par Jean-François Laguionie (musique de Christophe Heral) ;
- du jeu vidéo Greedfall (musique d'Olivier Derivière) ;
- de l'attraction Attention Menhir ! du Parc Astérix (musique de Benjamin Ribolet).

## Parc instrumental
Crée par l'ASSERCAM (association pour l'expansion et la coordination des activités régionales musicales en Île-de-France) en 1975, devenue l'ARIAM par la suite, le parc instrumental est repris par l'Orchestre national d'Île-de-France en 2018.
Il a pour mission de faciliter les manifestations musicales en Île-de-France, favoriser la diffusion de la musique contemporaine et d'être au service des collectivités territoriales, des milieux culturels et associatifs, ainsi que des musiciens de la région.
Le parc instrumental de l'Orchestre national d'Île-de-France contribue ainsi à plus de 500 manifestations par an (concerts, répétitions, cours, classes de maîtres, etc.).
Le parc de matériel instrumental s'adresse aux :
- municipalités, communautés d'agglomération, communautés de communes ;
- conservatoires et écoles de musique ;
- ensembles instrumentaux ou vocaux professionnels ou amateurs ;
- organisateurs de concerts (théâtre, festival, association, etc.), structures culturelles.